# Tárá
Tárá, též Tára (v dévanágarí तारा; tibetsky Dölma [sGrol-ma]), je ženským bódhisattvou, který ztělesňuje ženský aspekt (mateřského) soucítění. Je jedním z nejoblíbenějších bódhisattvů v tibetském buddhismu a vadžrajáně. Podle legendy povstala ze slzy bódhisattvy Avalókitéšvary, kterou uronil, když viděl všechno utrpení světa. Doslova její jméno znamená „Vysvoboditelka“.
Na Táru je často pohlíženo jako na bytost, která lidem může pomoci před hrozícím nebezpečím. Podobně jako Avalókitéšvara je Tárá v tibetském buddhismu známá jako zachránkyně, která se objeví v okamžiku, kdy oddaný vyznavač vysloví její matnru óm táre tuttáré turé sváhá. Také pomáhá odstraňovat překážky na cestě k probuzení. Nejrůznější písemné záznamy se zmiňují o dalších schopnostech jako zejména přemáhání duchů a démonů, léčení nemocí a zdolávání všech možných druhů překážek. Podle okolností se může projevit v pokojné nebo hněvivé podobě a její moc překračuje ovládnutí těchto světských obav a sahá až do nebí a pekel.
Tárá má mnoho podob, nejčastěji se vyskytuje jako Bílá Tárá a Zelená Tárá. Zelená Tárá představuje aktivní, energetickou stránku soucítění a je národní ochránkyní Tibetu. Bílá Tárá naopak ztělesňuje plodný, mateřský aspekt soucítění.

## Původ

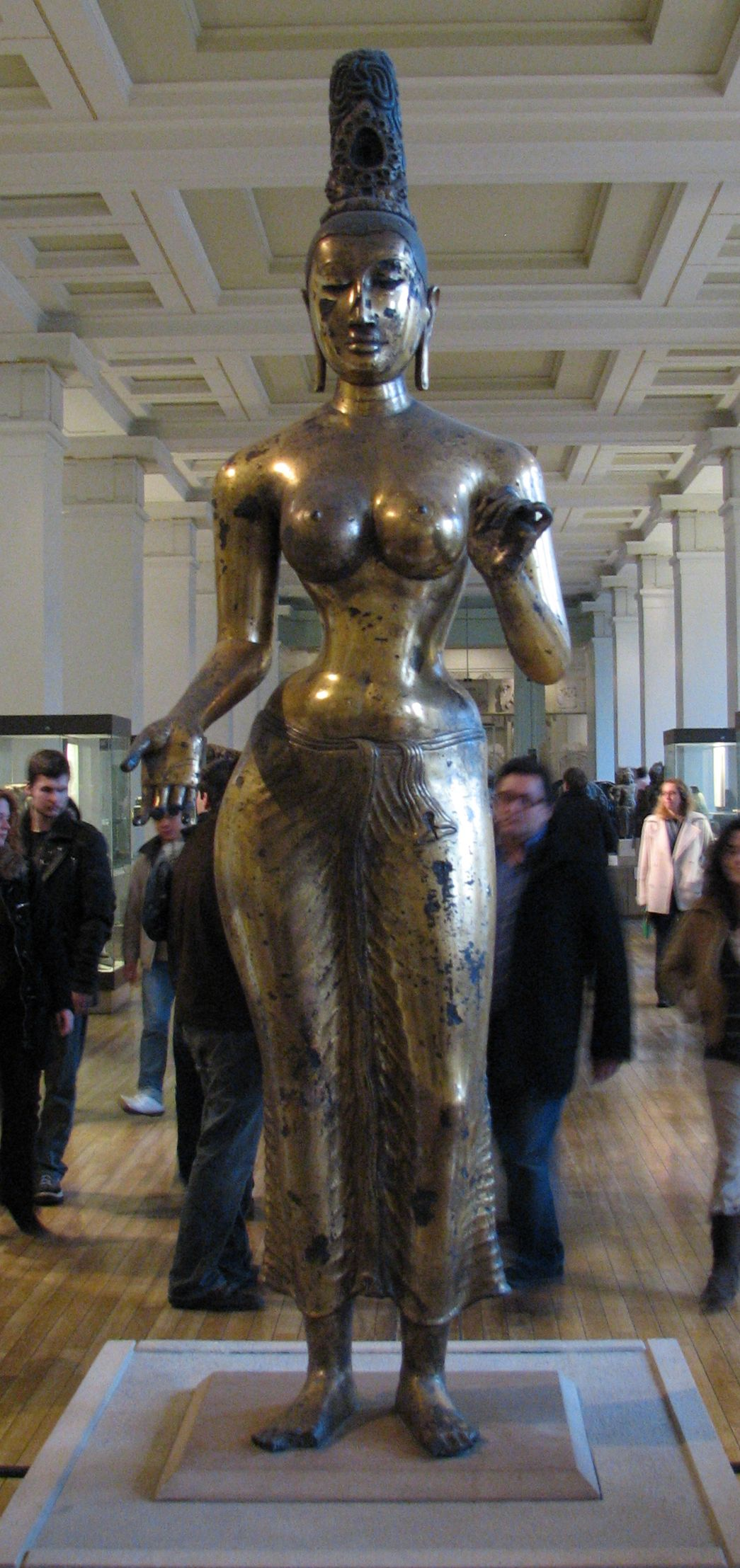
Bronzová socha Táry v Britském muzeu, která pochází ze Srí Lanky ze 7.–8. století

Tárá byla původně hinduistické božstvo a do buddhismu vstoupila až dlouho poté, co se objevila v hinduistické mytologii. Zde vystupuje jako manželka Brhaspatiho, učitele bohů. Když ji unesl sluneční bůh Sóma, aby z ní učinil svou milenku, samotný Brahmá se ho snažil přesvědčit, aby Táru navrátil jejímu manželi. Teprve před hrozbou ničivého boje se Sóma uvolil Táru vydat zpět.
Přesné datum, kdy se Tárá započala objevovat v buddhistické mytologii a kdy se započal rozrůstat její kult, není známo. Čínský poutník Süan-cang, který v první polovině 7. století putoval severní Indií, se zmiňuje o ženské soše Táry, která stála hned vedle Avalókitéšvary v jednom z buddhistických klášterů, které navštívil. Z toho vyplývá, že Tářin kult jakožto buddhistického božstva zapustil v Indii své kořeny nejpozději v 7. století. Buddhistických legend o tom, jak se Tárá zrodila, je více. V základě se však neliší – Tárá je emanací Avalókitéšvary a zrodila se z jeho slzy. Jedna z verzí praví, že když Avalókitéšvara sledoval kolo samsáry, uronil slzu, ze které se Tárá zrodila. Jiná legenda vypráví o tom, že když Avalókitéšvara sledoval kolo samsáry, rozplakal se a z jeho slz se stalo jezero. Když rozkvetl první lotos, který na jezeře vyrostl, z jeho květu vyšla Tárá.
Kult Táry byl v Tibetu rozšířen v 11. století především zásluhou Atíši. V náboženském životě Tibetu dodnes Tárá zastává významnou roli. Reprezentuje podstatu láskyplné zbožnosti, která je základem každé náboženské praxe, od nejjednoduššího aktu uctívání (púdžá) až po hluboké meditace. Je proto nejpopulárnější, nejpřístupnější a nejpřitažlivější postavou tibetského pantheonu buddhů a bódhisattvů. „Sjednocuje v sobě všechny lidské i božské vlastnosti madοnny, její mateřská láska objímá vše živé. Rozšiřuje svou laskavou péčí na dobré i zlé, moudré i pošetilé, jako slunce září na hříšníky stejně jako na světce.“
V tibetštině se proto označuje jako dam-cchig-sgrol-ma (Věrná Dölma). Je ztělesněním víry a oddanosti (tib. dam-cchig, skt. bhakti), která se rodí z lásky a je posilována slibem bódhisattvy osvobodit všechny živé bytosti. Dam-cchig znamená doslovně „tajný či svatý slib“. V mystickém jazyce tanter je to síla, která se rodí takovým slibem víry a úplným sebevzdáním. Je to věrnost, „která hory přenáší“, je to moudrost srdce.

## Ikonografie
Různých druhů ikonografických zobrazení Táry je až 21. Vzájemně se odlišují především barvou, dále atributy a držením těla, hněvivou či přívětivou podobou. Nejčastěji se Tára zpodobňuje v zelené (Zelená Tárá) či bílé barvě (Bílá Tára), avšak výjimkou nejsou ani modrá, červená či dokonce černá zobrazení. Díky těmto skutečnostem vzniklo poměrně velké množství nejrůznějších kombinací, jak je možno Táru vyobrazit. Většina vyobrazení, bez ohledu na to, jaké jsou barvy či jaké třímají atributy, jsou v podobě mladé dívky.
V levé ruce Tárá obvykle třímá stonek lotosu, jehož zpravidla modrý květ utpala jí vyrůstá u levého ramene. Pravou ruku má většinou položenou na pravém koleně s dlaní a okem směřujícím směrem ven. Toto gesto je tzv. gesto nejvyšší štědrosti (v sanskrtu varada mudra; tibetsky čhogčhingji čhaggja) a je velmi častým gestem (mudrou) pokojných buddhistických božstev. Levá ruka třímající lotos v drtivé většině případů bývá nastavena v gestu poskytování buddhistické útočiště (v sanskrtu šaranagamana mudra; tibetsky kjabčhingji čhaggja). Toto gesto symbolizuje jak nauku, tak Tři klenoty.
Častým jevem bývá vyobrazení Zelené a Bílé Táry po stranách Avalókitéšvary. K nejznámějším a nejdůležitějším vyobrazením Táry patří dvě bronzové sochy nalezené Srí Lance, které jsou v současné době uloženy v Britském muzeu. Větší ze soch, jejíž počátky sahají do 7. – 8. století, pravděpodobně uchovávala ve svém vysokém účesu sošku buddhy. Jelikož Tárá není uctívána v théravádě, která je na Srí Lance rozšířena již od 3. století př. n. l., jsou tyto sochy dokladem skutečnosti, že ve 7. století sem pronikla také mahájána. Mahájánový buddhismus na Srí Lance zanikl v době vlády krále Parákrama Báhu (1153 – 1186).

### Zelená Tárá

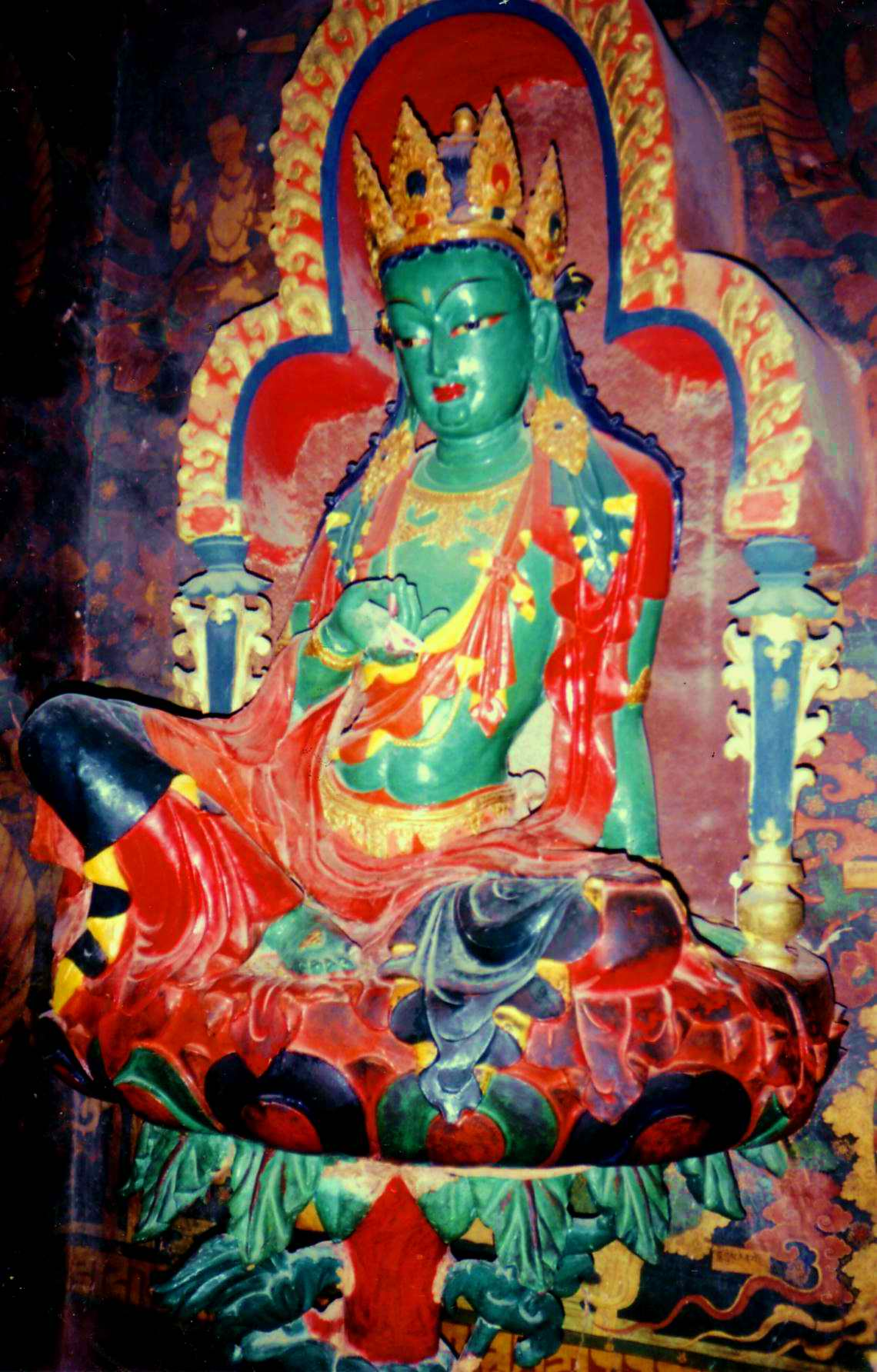
Zelená Tárá, Kumbm, Gjantse, Tibet, 1993

Zelená Tárá (v sanskrtu Śjámatárá; śjáma označuje zelenou, modrou či tmavou barvu) je většinou zobrazována v sedě. Levou nohu mívá v lotosové pozici,což označuje dokonalý stav bódhi, avšak druhou má většinou pokrčenou do polohy, jakoby chtěla vstát, což symbolizuje její aktivnost v samsáře a díky tomu připravenost kdykoliv pomoci všem cítícím bytostem. Její častá vyobrazení jsou v hněvivé podobě, avšak to nic nemění na tom, že vystupuje jako „zachránkyně“ a „vysvoboditelka“.

### Bílá Tárá

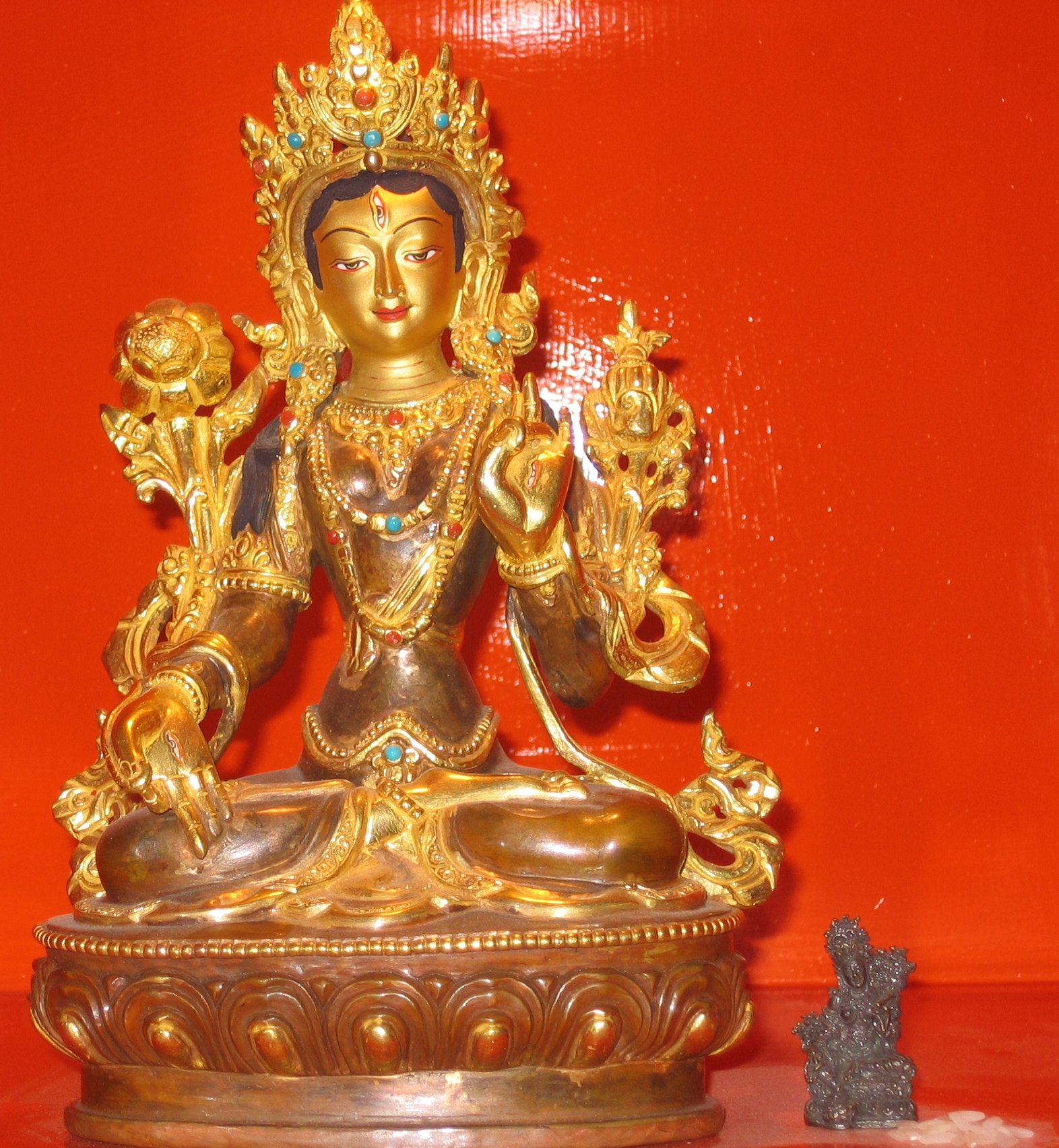
Bílá Tárá

Bílá Tárá (v sanskrtu Sitátárá, přičemž sitá značí bílou barvu) je hlavním bódhisattvou z tzv. „lotosové rodiny“, tedy z okruhů buddhů a bódhisattvů, kteří jsou úzce spjati s lotosem. Obvykle mívá dvě nebo sedm očí. Pokud jich má sedm, tak podobně jako jiní bódhisattvové má další oko uprostřed čela a po jednom oku na každé dlani a chodidlu. Toto množství očí má představovat skutečnost, že Tárá vše vidí a je kdykoliv připravena pomoci všem cítícím bytostem v koloběhu samsáry. Jako mnoho ostatních bódhisattvů, i Bílá Tárá je většinou zobrazována v sedě v lotosové pozici.

### Ostatní
Následující výčet ukazuje další, známější formy zobrazování Táry:
- Červená Tárá – tato Tárá představuje energetické vlastnosti a aktivnost všeho dobrého
- Černá Tárá – přitahuje větší sílu
- Žlutá Tárá – je spojována s bohatstvím
- Modrá Tárá – přetváří hněv

## Legendy o Táře
V 7. století, za dob tibetského krále Söngcana Gampa, který je pokládán za inkarnaci Čänraziga (tibetská podoba Avalókitéšvary), na sebe vzala Tárá podobu princezny. Provdala se za Gämpä a začala šířit Buddhovu nauku. V 8. století se zjevila jako Ješe Cchogjal, manželka Thisong Decäna a důvěrnice Padmasambhavy. Stala se i ochranným božstvem Atíši a poradila mu, aby se vydal do Tibetu.
Jakmile na zem sestoupí Maitréja, buddha příštího věku, v jeho průvodu bude i Tárá.